# Saint-Malo-des-Trois-Fontaines
Saint-Malo-des-Trois-Fontaines é uma comuna francesa na região administrativa da Bretanha, no departamento Morbihan. Estende-se por uma área de 15,93 km². Em 2010 a comuna tinha 590 habitantes (densidade: 37 hab./km²).